# Nyandago (periodiskt vattendrag)
Nyandago är ett periodiskt vattendrag i Burundi.   Det ligger i provinsen Cibitoke, i den nordvästra delen av landet, 50 km norr om huvudstaden Bujumbura.
Omgivningarna runt Nyandago är en mosaik av jordbruksmark och naturlig växtlighet. Runt Nyandago är det tätbefolkat, med 397 invånare per kvadratkilometer.